# Умершие в апреле 1998 года
Это список известных людей, соответствующих установленным критериям значимости (см. Википедия:Критерии значимости персоналий), умерших в апреле 1998 года.
Причина смерти указывается лишь в исключительных случаях (убийство, самоубийство, гибель в результате военных действий, смертная казнь, ДТП или несчастные случаи). В остальных случаях — не указывается.
- 2 апреля — Елизавета Данилова[укр.] (88) — советский и украинский антрополог, исследователь эволюции и строения руки.
- 2 апреля — Джеки Сарду (ур. Роллин) (78) — французская актриса, мать певца Мишеля Сарду.
- 3 апреля — Гиви Картозия (69) — советский борец классического стиля, Олимпийский чемпион, заслуженный мастер спорта СССР.
- 3 апреля — Анатолий Панов (76) — Герой Советского Союза.
- 4 апреля — Елена Вольская (74) — советская актриса.
- 5 апреля — Василий Бывшев (76) — советский и российский шахматист.
- 5 апреля — Кози Пауэлл (50) — английский барабанщик; автокатастрофа.
- 5 апреля — Джон Уилбрахем (53) — английский трубач и педагог.
- 6 апреля — Кин Горланов (74) — Полный кавалер Ордена Славы.
- 6 апреля — Григорий Мусланов (84) — Герой Советского Союза.
- 6 апреля — Владимир Павлов (79) — Герой Советского Союза.
- 6 апреля — Уэнди О. Уильямс (48) — американская рок-певица (позже — актриса), вокалистка метал-панк-группы Plasmatics, «королева шок-рока»; самоубийство.
- 6 апреля — Тэмми Винет (55) — известная американская исполнительница кантри.
- 7 апреля — Сергей Гершензон (92) — советский генетик, академик АН Украины (1976), сын известного литератора Михаила Гершензона.
- 9 апреля — Алексей Спиридонов — советский легкоатлет, метатель молота.
- 10 апреля — Глеб Горышин — русский прозаик.
- 10 апреля — Фёдор Тюменцев (73) — Герой Советского Союза.
- 11 апреля — Павел Королев (80) — русский советский живописец.
- 11 апреля — Александр Хочинский (54) — советский российский актёр театра и кино, народный артист России.
- 12 апреля — Вадим Коробов (71) — Герой Советского Союза.
- 12 апреля — Александр Петрик (56) — народный депутат России.
- 12 апреля — Антон Саламаха (72) — Герой Советского Союза.
- 14 апреля — Василий Назин (74) — Полный кавалер Ордена Славы.
- 14 апреля — Михаил Татарский (77) — Заслуженный деятель искусств УССР, сценарист.
- 15 апреля — Валентин Берестов (70) — русский детский поэт, писатель, переводчик.
- 15 апреля — Иван Веремей (83) — советский военный деятель, генерал-майор танковых войск. Герой Советского Союза.
- 15 апреля — Леонид Малков (72) — передовик советского сельского хозяйства, председатель колхоза «Сущевский» Костромского района Костромской области, Герой Социалистического Труда.
- 15 апреля — Пол Пот (72) — лидер камбоджийских «красных кхмеров».
- 15 апреля — Гертруда Суфимова (70) — советская и российская актриса, кукловод.
- 15 апреля — Серафим Яцковский (81) — Герой Советского Союза.
- 16 апреля — Владимир Богуславский (83) — Герой Советского Союза.
- 16 апреля — Фред Дэвис (84) — английский профессиональный игрок в снукер и английский бильярд, восьмикратный чемпион мира по снукеру.
- 16 апреля — Семён Фроловский (92) — Герой Советского Союза.
- 16 апреля — Пётр Шмиголь (79) — Герой Советского Союза.
- 17 апреля — Линда Маккартни (56) — американский фотограф, музыкант, жена Пола Маккартни; рак.
- 18 апреля — Сергей Курнаев (75) — Герой Советского Союза.
- 18 апреля — Александр Лященко (75) — Полный кавалер ордена Славы.
- 19 апреля — Наталия Гессе (83) — советская детская писательница, также переводчица.
- 19 апреля — Октавио Пас (84) — мексиканский поэт, эссеист-культуролог, переводчик, политический публицист, лауреат Нобелевской премии по литературе (1990).
- 20 апреля — Игорь Ветров (73) — советский и украинский актёр и кинорежиссёр.
- 20 апреля — Алексей Сологубовский (90) — советский военачальник, генерал-майор.
- 20 апреля — Семен Скопцов (81) — советский и российский художник.
- 21 апреля — Жан-Франсуа Лиотар (73) — французский философ и теоретик литературы.
- 21 апреля — Николай Топольников (79) — Герой Советского Союза.
- 22 апреля — Вадим Гетьман (62) — украинский экономист и финансист, политический деятель, второй глава Национального банка Украины (1992—1993); убит (застрелен).
- 22 апреля — Борис Джелепов (87) — советский и российский физик, один из видных участников создания советской атомной бомбы.
- 23 апреля — Мирон Бару (91) — советский и украинский учёный-правовед.
- 23 апреля — Константинос Караманлис (91) — греческий политик, занимал должности премьер-министра Греции (1955—1963 с перерывами, 1974—1980) и президента Греции (1980—1985 и 1990—1995).
- 23 апреля — Джеймс Эрл Рэй (70) — убийца американского борца за гражданские права Мартина Лютера Кинга (1968); умер в тюрьме.
- 24 апреля — Фродуальд Карамира (50) — руандийский политик, осуждённый за преступления, связанные с организацией и осуществлением геноцида в 1994 году; казнён по приговору суда.
- 24 апреля — Яков Малкиэль — американский этимолог и филолог романских языков.
- 24 апреля — Николай Мелащенко (86) — Герой Советского Союза.
- 24 апреля — Владимир Фёдоров (77) — Герой Советского Союза.
- 25 апреля — Николай Ведута (85) — экономист-кибернетик, доктор экономических наук, профессор, член-корреспондент Национальной академии наук Беларуси.
- 26 апреля — Зарап Зарапетян (84) — советский узбекский строитель.
- 26 апреля — Элиас Липинер (82) — бразильский и израильский историк-медиевист, литератор, журналист.
- 27 апреля — Карлос Кастанеда (62, 66 или 72) — американский писатель и антрополог, этнограф, мыслитель эзотерической ориентации.
- 27 апреля — Доминик Ори (90) — французская писательница, переводчик, редактор.
- 27 апреля — Витовт Тумаш (87) — белорусский историк.
- 27 апреля — Шандор Ковач (25) — цыганский певец.
- 29 апреля — Михаил Виниченко (80) — Полный кавалер ордена Славы.
- 30 апреля — Павел Брызгалов (75) — Герой Советского Союза.
- 30 апреля — Пётр Осипенко (54) — Герой Советского Союза.